# David de Miguel Martínez
David de Miguel Martínez (Xulilla, Serrans, 6 d'octubre de 1980) és un polític valencià, diputat a les Corts Valencianes en la IX legislatura.
És llicenciat en Dret per la Universitat de València amb un postgrau en administració concursal. Ha treballat en entitats financeres i en una empresa d'externalització de serveis financers fins que fou elegit diputat per Castelló com a número dos de la llista de Ciutadans - Partit de la Ciutadania a les eleccions a les Corts Valencianes de 2015. Fou secretari de la Comissió Permanent no legislativa d'Afers Europeus.
El juny de 2017 no obstant va abandonar el grup parlamentari de Ciutadans amb Alexis Marí, Alberto García Salvador i Domingo Rojo.